# Consuelo Álvarez Pool
Consuelo Álvarez Pool, dite Violeta, née le 27 juillet 1867 à Barcelone et morte à Madrid le 19 janvier 1959, est une écrivaine, journaliste, femme politique, syndicaliste, suffragiste et féministe espagnole.
Elle fait partie de la première génération de femmes télégraphistes en Espagne et des premières femmes à intégrer la rédaction d'un journal, El Pais (es), dans son cas.
Consuelo Álvarez se préoccupe, tout au long de sa vie, des questions sociales, comme en témoignent ses écrits et sa participation aux organisations représentatives du personnel de la télégraphie. Elle est condamnée durant le franquisme pour ses idées et son appartenance à la franc-maçonnerie.

## Biographie

### Télégraphie
Consuelo Álvarez Pool est née le 27 juillet 1867 à Barcelone dans une famille de la classe moyenne. Ses grands-parents paternels sont originaires de La Bañeza et ses grands-parents maternels sont des Anglais venus en Espagne pour travailler dans l'industrie minière. Elle voyage à travers l'Espagne : Burgos, Huelva et Trubia (es) (Oviedo), suivant les emplois de son père, enseignant. Celui-ci est aussi un grand défenseur de l’égalité des droits entre les filles et les garçons en matière d’éducation et apprend à sa fille l’importance de l’éducation dans la formation de personnes libres. Consuelo Álvarez Pool est bilingue (espagnol et anglais) et étudie d'autres langues comme le français et l'italien à l'École Officielle de Langues de Madrid.
Elle étudie à l'Escuela de Telégrafos, fondée par l'Asociación para la Enseñanza de la Mujer (es) pour obtenir le diplôme de télégraphiste. Son travail consiste à transmettre et à recevoir des messages en code morse dans les bureaux télégraphiques. Comme elle parle couramment plusieurs langues, elle est affectée au commerce international.
Le 15 avril 1885, à l'âge de 18 ans, elle réussit l'examen pour devenir assistante télégraphique temporaire au Cuerpo de Telégrafos.
Au décès de son père, la famille rencontre des difficultés financières et sa mère arrange le mariage de Consuelo Álvarez avec Bernardo Azcarate Arístegui. Le couple se marie en 1888 et a quatre enfants dont seuls deux survivent à la petite enfance : Laureano (1890) et Ester (1893),.
En 1909, Consuelo Álvarez passe un examen pour être fonctionnaire, en même temps que sa fille Esther Azcaráte Álvarez, âgée de seize ans, et son amie du mouvement féministe Clara Campoamor. Elle obtient alors un poste à Madrid,.
Consuelo Álvarez Pool travaille au Cuerpo de Telégrafos jusqu'à sa retraite à 65 ans. Elle est cheffe du premier bureau de presse de Telégrafos créé en 1915, représentante syndicale au Sindicato de Telégrafos et figure motrice de la création de l'Escuela Técnica Superior de Ingenieros de Telecomunicación.

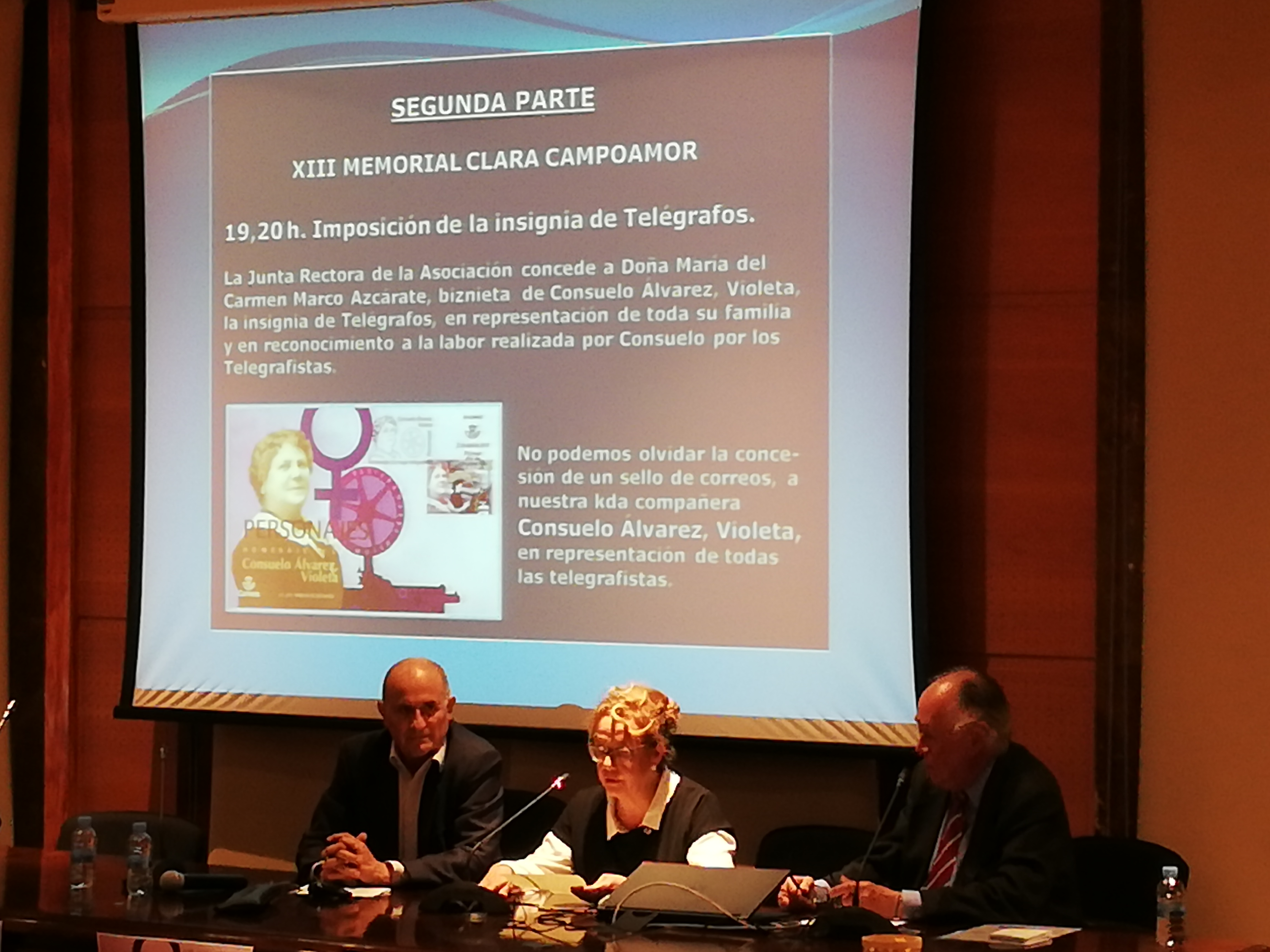

## Journalisme
Consuelo Álvarez commence à faire des reportages à Oviedo, où elle vit depuis sa séparation d'avec son mari. Elle s'installe ensuite à Madrid et commence à travailler au journal  El Pais (es) à titre permanent. On lui demande d'écrire sur les « questions des femmes » – la mode, la cuisine et la maison – elle adopte le pseudonyme de Violeta. Sous ce nom, elle écrit sur le divorce, les droits des femmes à l'éducation et à l'égalité des conditions de travail, la réforme pénitentiaire, la défense de la classe ouvrière, la violence contre les femmes... etc,
Consuelo Álvarez trouve nécessaire d'écrire pour raconter les histoires de pauvreté et de malheur qu'elle voit autour d'elle. « La mission de la presse n’est pas seulement d’écrire sur des événements importants, mais aussi d’instruire, de moraliser et de révolutionner. » (Traduction).
Consuelo Álvarez est parmi les premières femmes à se faire une place et un nom dans le journalisme,,. En 1907, elle est admise à l'Asociación de la Prensa de Madrid (es) avec Carmen de Burgos. Elles sont les deux premières femmes journalistes à intégrer une rédaction, Carmen de Burgos dans celle du journal Heraldo de Madrid, et Consuelo Álvarez dans celle d'El Pais (es),.

### Engagement politique et culturel
Consuelo Álvarez défend activement les droits des femmes, le droit au divorce et l'accès des femmes à l'éducation, qui est la condition pour qu'elles atteignent l'indépendance économique et n'aient pas à considérer le mariage comme le seul moyen essentiel de survie,.
Consuelo Álvarez fait partie du Lyceum Club Femenino (créé en 1926 par Maria de Maeztu) et de l'Athénée de Madrid (1907-1936) où elle participe à des conférences, des réunions et des débats littéraires. Pendant une grande partie de sa vie, elle entretient une correspondance avec des personnes du monde littéraire et politique, en particulier avec son ami Benito Pérez Galdós, ainsi que Rafael Salinas, Belén de Sárraga, Rosario de Acuña, Joaquín Costa, Manuel Azaña, Miguel de Unamuno et Santiago Alba.
Elle est aussi très impliquée en politique et se présente aux élections de 1931 à Madrid comme est candidate du Parti républicain démocrate fédéral  mais elle n'est pas élue. Avec son amie Clara Campoamor du Parti radical, elle défend le droit de vote des femmes,.
Consuelo Álvarez Pool, ouvertement anticléricale, appartient également à la franc-maçonnerie, sous le nom symbolique de Costa. Elle est initiée dans la Logia de Adopción Ibérica no. 67 en 1910.
Pendant la guerre civile, elle persécutée par les nationalistes en raison de ses opinions politiques et de sa liberté de parole. Le régime franquiste lui oppose la loi sur la répression de la franc-maçonnerie et du communisme et elle est jugée par le Tribunal spécial pour la répression de la maçonnerie et du communisme. Condamnée à 12 ans de prison, Consuelo Álvarez, purge sa peine en liberté provisoire en raison de son âge, 77 ans, et de son état de santé très dégradé,.

## Travaux littéraires
Consuelo Álvarez Pool fait partie de la Génération de 1898, qui comptent également Emilia Pardo Bazán, Carmen de Burgos "Columbine", Sofía Casanova, Patrocinio de Biedma (es), Rosario Acuña (es), Blanca de los Ríos (es), Carmen Baroja, María de la O Lejárraga, Regina de Lamo (es) et María de Maeztu. Ses talents d'écrivaines sont notamment loués par le critique littéraire Rafael Cansinos Asséns  et la professeure de l'Université autonome de Madrid Raquel Arias Careaga,.

### Publications
- 1900. La Pasionaria, La médaille de la Virgen, Las Amapolas, El Ramo de Claveles, El Primer Vals et Hojas caídas.
- Contes de « El País ». 24 histoires publiées entre 1904 et 1916, dans lesquelles Violeta écrit sur les droits des femmes, la classe inférieure, la prostitution, les mauvais traitements infligés aux femmes et aux enfants, le harcèlement au travail, les expulsions, l'antimilitarisme, et plus encore. La plupart des personnages principaux sont des femmes.
- Récits publiés dans la revue La Vida Socialista.

### Poésie
Sa poésie est principalement publiée dans les journaux dans lesquels elle écrit.
- Douze poèmes publiés dans El Progreso de Asturias, entre 1902 et 1903, sur la première page du joournal. Els traitent généralement de l'amour, et sont signés par Consuelo Álvarez.
- 14 poèmes rassemblés dans El País (1909-1919).
- Un poème dans Vida Socialista